# Donatus Lupus
Donatus Lupus van Bigorre (Frans: Donat Loup, overleden rond 850) was vanaf 819 de eerste burggraaf van Bigorre. Hij was de stichter van het huis Bigorre.

## Levensloop
Donatus Lupus was vermoedelijk een zoon van graaf Lupus III Centullus van Gascogne en diens onbekend gebleven echtgenote. 
Nadat Lupus III Centullus in 819 werd afgezet omdat hij had deelgenomen aan een opstand tegen koning Pepijn I van Aquitanië, werd het graafschap Gascogne opgedeeld in meerdere onafhankelijke staten. Donatus Lupus kreeg het graafschap Bigorre toegewezen, zijn broer Centullus Lupus werd dan weer burggraaf van Béarn. Hij overleed waarschijnlijk rond het jaar 850.
Hij huwde met Faquilo, de dochter van een graaf genaamd Mancio. Ze hadden twee zonen: Lupus Donatus en Dat Donatus, beiden graven van Bigorre. Dat Donatus was vermoedelijk de vader van graaf Raymond I van Bigorre.